# Eilenburg
Eilenburg (pronunciación en alemán: /ˈaɪ̯lənˌbʊʁk/ⓘ) es una ciudad alemana, en el noroeste del estado de Sajonia.